# Mulay Said
Mulay Said ibn Yazid fou sultà rebel del Marroc, de la dinastia alauita, fill de Mulay Yazid.
El seu germà Mulay Ibrahim es va revoltar i es va proclamar sultà a Fes el 10 de novembre de 1820, en la part final del regnat del seu oncle Mulay Sulayman; Said, que era khalifa (lloctinent) de Marraqueix, li va donar suport. Ibrahim va morir el 15 de març de 1821 i Mulay Said el va succeir. El 1822 fou derrotat i probablement mort.